# Jérôme Guihoata
Jérôme Guihoata (Iaundé, 7 de outubro de 1984) é um futebolista camaronês que atua como zagueiro. Atualmente, joga no Panionios.

## Carreira
Jérôme Guihoata representou o elenco da Seleção Camaronesa de Futebol no Campeonato Africano das Nações de 2015.